# Francesco Cavagna

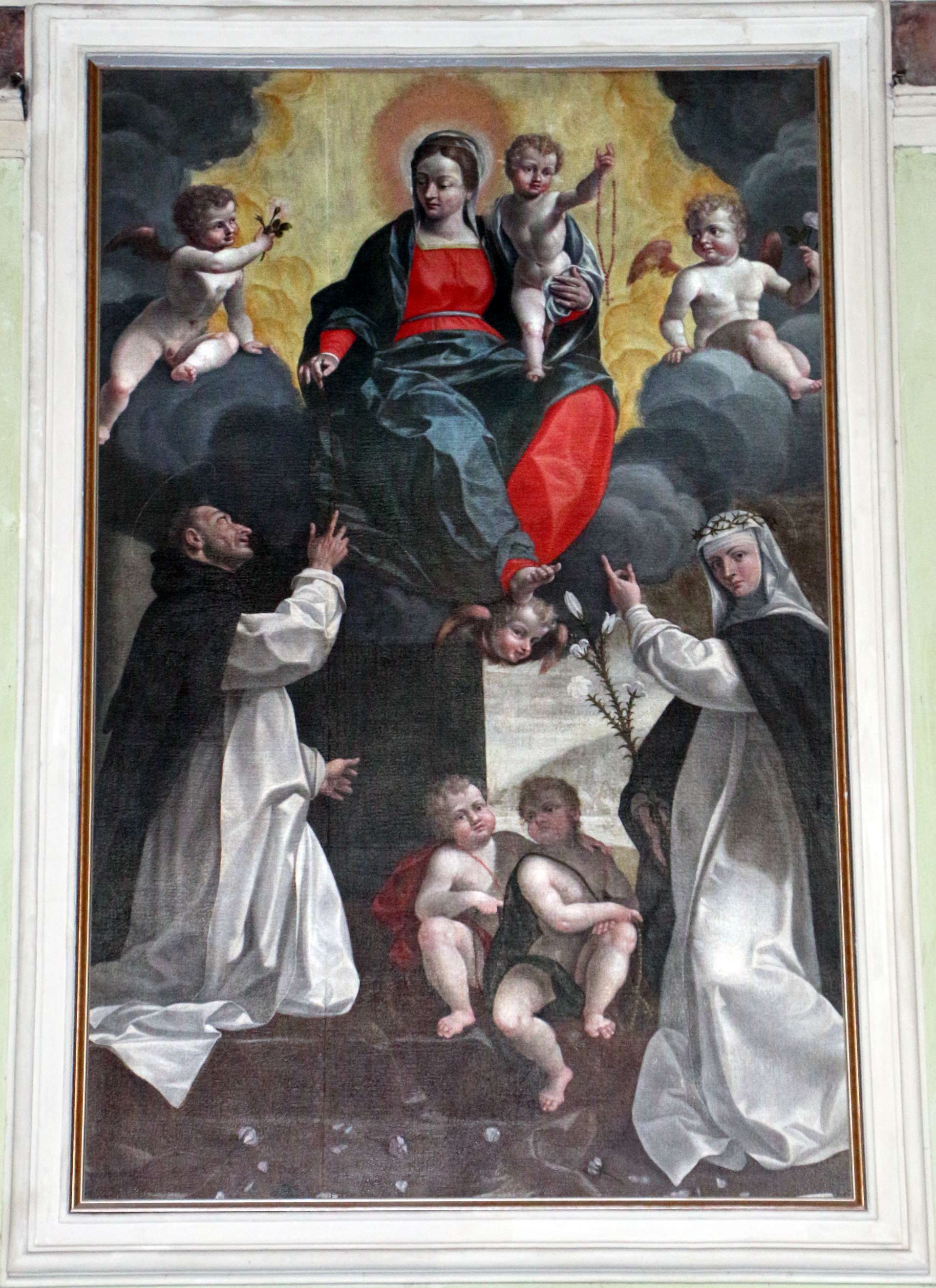
Francesco Cavagna, Madonna del Rosario con i santi Domenico e Caterina da Siena-1618

Francesco Cavagna, detto il Cavagnolo (Bergamo, prima del 1580 – 1630 circa), La sua fama non raggiunse mai quella del padre Gian Paolo Cavagna.

## Biografia
Figlio del pittore Gian Paolo e di Margherita Canubina seguì fin da piccolo il padre nella sua intensa attività di pittore, non si conoscono i suoi dati anagrafici e il primo documento che lo cita risale al 1597 dove risulta indicato come collaboratore del padre. Il documento che lo emancipa risale al 20 febbraio 1627 ed è conservato presso l'archivio di Stato di Bergamo: 
(I pittori bergamaschi dal XIII al XIX. Il Seicento,  p. 53)
Il documento indica Francesco abitante già fuori dalla casa del padre dal quale aveva ricevuto un terreno a Cologno al Serio dove risulta avesse la sua abitazione.
Lo storico Francesco Tassi nella sua opera «Vite de' pittori, scultori e architetti bergamaschi» lo indica come collaboratore del padre negli affreschi della libreria del convento agostiniano di Cremona. Nuovamente citata la loro presenza da Gianmaria Camerone nella relazione storica del 1735 della basilica di San Martino e Santa Maria Assunta di Treviglio dove vengono indicati erroneamente come fratelli e impegnati nella decorazione a fresco del coro presbiteriale con un compenso di 410 scudi, lavoro che doveva essere stato commissionato già negli ultimi anni del XVI secolo come indicherebbe la presenza di una corrispondenza tra i pittori e la parrocchiale. Sempre per la medesima chiesa nel 1602 risulta che i due pittori avevano realizzato due dipinti per il coro ricevendo il compenso di centodieci scudi, nel 1603 per il decoro della volta altri quattrocento e nel 1609 per la decorazione della navate laterali millesettecento gazzettoni.
I due pittori collaborarono poi anche per opere nella città orobica, e nella basilica mariana dove il padre aveva già realizzato molti lavori. Risulta una collaborazione tra loro e Agostino Avanzi «per fatture e opere per il sepolcro nuovo», e nel 1616 per la grande decorazione della cupola con l'Incoronazione di Maria, i profeti e gli angeli musici.
L'artista eseguì anche opere autonomamente, senza l'apporto paterno. Per la chiesa di Treviglio nel 1614 realizzò il ciclo di tre riquadri Storie di David sulla zona della cantoria. Per la chiesa di Sant'Alessandro della Croce di Bergamo un acconto di 112 lire per i decori della facciata. Nel 1617 ricevette un pagamento di 121:16 lire dalla fabbriceria della chiesa parrocchiale di San Nicolò di Zanica per il dipinto  Madonna con Bambino in gloria con angeli. Fu contattato dal convento di Santa Grata inter Vites per la realizzazione di una pala, forse mai realizzata, mentre nel 1629 fu restauratore del dipinto del padre raffigurante l'Assunta del catino absidale della chiesa mariana di Bergamo. L'ultimo documento che menziona Francesco Cavagna è la sua presenza in qualità di testimone al testamento del 7 giugno 1630 di Agostino del Bonhomo Viscardi. Non si è a coscienza della sua data di morte, presumibilmente avvenuta a causa della peste del 1630. A conferma vi è l'atto di vendita della sua proprietà di Cologno del 18 luglio 1631 dal notaio Taddeo Locatelli.

## Stile e opere
Francesco rimane un pittore poco conosciuto, cresciuto all'ombra del padre che fu molto attivo, e di cui divenne collaboratore, anche se i dipinti realizzati insieme, riportano la firma del solo Gian Paolo, tanto che anche gli storici, pur trovando il suo nome negli atti di committenza non lo hanno indicato nei testi. In particolare Gian Maria Camerone nel 1735, nel suo studio della chiesa trevigliese, riportò il nome del padre su di un'opera che fu realizzata totalmente da Francesco.
Lo storico Donato Calvi scrisse in riferimento ad alcune opere solo il cognome Cavagna senza specificare il nome. Il Pasta, nel suo studio dei pittori bergamaschi, lo indicò sempre sulla scia delle opere paterne. E così il Tassi proseguì sulla medesima onda nel 1793, indicando anche che “la maniera di Francesco non è tanto perfetta come quella di Gian paolo e però tanto simile, che a fatica si distinguono le opere del primo da quelle del secondo”. Sarà comunque il Tassi a intitolare a Francesco le due opere Madonna del Rosario della chiesa di Zanica, e Madonna con i santi Ludovico, Caterina e Chiara della chiesa del Romacolo.
La collaborazione tra i due Cavagna risale al periodo in cui il padre, Gian Paolo, si avvicinò alla pittura classicista del Peterzano e del Salmeggia tralasciando quella parte naturalistica, e per la raffigurazione dal vero, e proprio a questo cambiamento si avvicinò Francesco, ben visibile dell'affresco Caduta della Manna presente nella chiesa di Treviglio, dove le pie donne poste in primo piano hanno una raffigurazione molto alabastrina nelle forme e l'attraente bellezza dei visi. Il suo allontanarsi alla pittura paterna, porterà la sua pittura a essere sempre meno manieristica e naturalistica, forse avvicinandosi allo studio del Salmeggia nel «Trattato delle proporzioni» a cui molti giovani artisti facevano riferimento. Solo lo storico Luigi Lanzi nel suo “Storia pittorica d'Italia” scrisse che tra tutti gli artisti che si succedettero al Salmeggia e il Cavagna, Francesco fu il solo «che si avanzò oltre la mediocrità».

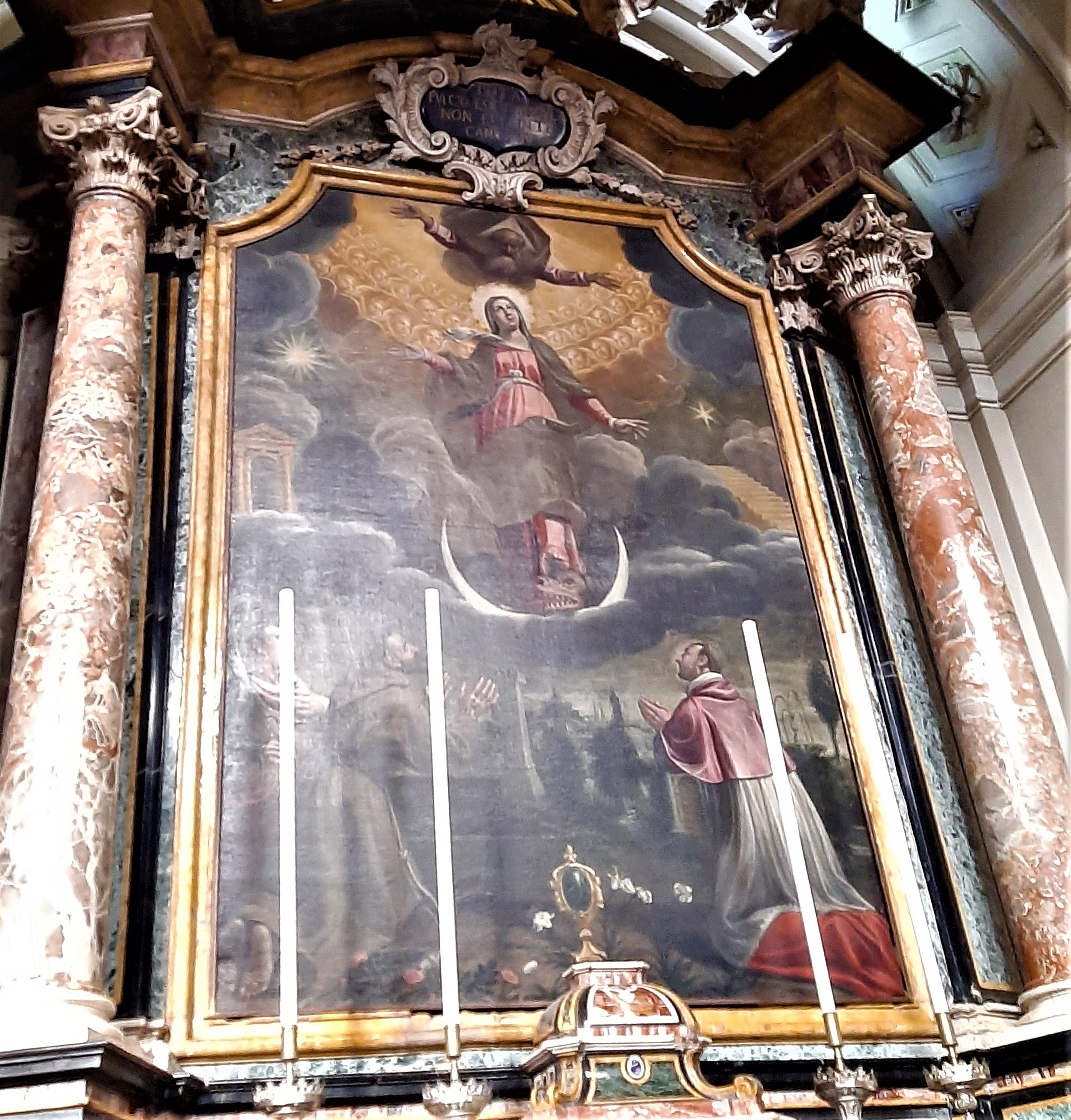

### Opere
Tra le sue opere vi sono di certa assegnazione:
- Madonna col Bambino (140x124) conservato presso la curia vescovile di Bergamo;[10]
- Madonna in gloria col Bambino tra i santi Domenico, Francesco d'Assiti, Carlo e Alessandro (183x98) conservato presso la curia vescovile;
- San Carlo e sant'Antonio Abate (36x54) conservato presso la curia vescovile;[11]
- Battesimo di Cristo (218x156) conservato presso la curia vescovile e eseguito per la chiesa di San Marco di Bergamo, la replica di questo dipinto è conservata nella chiesa di San Lorenzo a Castelli Calepio;[12]
- Madonna che appare a san Lodovico vescovo tra le sante Chiara e Caterina (250x160) sagrestia della Chiesa di Sant'Alessandro della Croce, il dipinto è firmato “FRANC. CAVAN. FILIUS” e il nome dei committenti “FF. PAT.E LUDOVICUS NORIS D. GANDINO”;
- Madonna col Bambino che appare a san Carlo (220x115) sagrestia della chiesa di Sant'Alessandro della Croce;
- San Carlo adorante il Crocifisso (125x70) sagrestia della chiesa dei Santi Bartolomeo e Stefano di Bergamo;
- Cinque misteri del Rosario affreschi del monastero della chiesa di Santa Grata inter Vites;
- Ritratto di prelato (57x45) collezione privata;
- Incoronazione della Vergine e due santi (250x160) chiesa di San Giovanni Battista a Casnigo;
- Padre Eterno, Immacolata Concezione con i santi Ippolito, Francesco e Carlo, (300x180) chiesa di Santa Maria Assunta e Sant'Ippolito di Gazzaniga;
- Vergine annunciata con Angelo annunciante affresco santuario dello Zuccarello;
- Santi Donato e Francesco santuario Madonna dello Zuccarello;
- Visitazione santuario Madonna dello Zuccarello;[13]
- Ritratto di gentiluomo a mezzo busto (100x80)  collezione privata, Piacenza;
- Madonna col Bambino e santi Carlo Borromeo, Francesco, Bernardino e Martino, (300x160) Chiesa di San Martino a Sarnico;[14]
- Crocifissione di Sant'Andrea, Ultima cena, San Giovanni evangelista, San Matteo evangelista affreschi della chiesa di Sant'Andrea di Villa d'Adda;
- Circoncisione con san Carlo Borromeo (230x160) chiesa di Sant'Andrea di Villa d'Adda;
- Madonna del Rosario con san Domenico e santa Caterina da Siena (250x155) chiesa di San Nicolò a Zanica;
- Crocifisso e i santi Carlo Giovanni Battista e Maddalena e un disciplino bianco chiesa di San Nicolò Zanica;
- Madonna in gloria col Bambino e i santi Giovannino, Giuseppe, Giacomo il Maggiore, e Sebastiano (237x160) chiesa di San Lorenzo a Zogno;
- Storie di David chiesa di san Martino a Treviglio composto da tre dipinti;